# Ісакча – Шендрень – Онешті
Ісакча – Шендрень – Онешті – один з основних елементів румунської газотранспортної системи.
У другій половині 1950-х від головного румунського газовидобувного регіону у Трансильванії спорудили трубопровід «Схід І», який пройшов через Онешті на північний схід країни. А в 1970 – 1973 роках з того ж центрального регіону проклали трубопровід «Схід ІІ» діаметром 800 мм, траса якого після Онешті завертала на південний схід та через 145 км досягала району Шендрень, поблизу від якого з кінця 1960-х працював найбільший металургійний комбінат країни у Галаці (в комплексі з ним була споруджена і ТЕС Галац, основним паливом для якої є природний газ). На маршруті траси поблизу Космешть облаштували підвісний перехід над річкою Сірет з довжиною прольоту 750 метрів.
В подальшому між Онешті та Шендрень проклали другу нитку довжиною 148 км та діаметром 500 мм.
У середині 1980-х видобуток газу в Румунії досяг історичного максимуму (за різними даними, 39 млрд м3 в 1982-му або 36 млрд м3 у 1986-му) після чого почав стрімко знижуватись і протягом наступних двох з половиною десятиліть впав більш ніж у 3 раза (11 млрд м3 у 2010-му).
Це змушувало імпортувати додатковий ресурс російського походження, для чого проклали перемичку від Ісакчі (де на територію Румунії входить трансбалканська транзитна система) до Шендрень. Наразі тут наявні дві нитки довжиною 53 км та 54 км при діаметрах 700 мм та 1000 мм відповідно (при цьому подане від Ісакчі блакитне паливо може також спрямовуватись на південь Румунії по газопроводу Шендрень – Бухарест). Перекачування по ним ресурсу забезпечує розташована на українській території компресорна станція Орловка.
Крім того, до Ісакчі надходить природний газ, видобутий на офшорних родовищах у румунській зоні Чорного моря. Також офшорна продукція могла потрапляти напряму до Сілішті по газопроводу від Тасаула.
По всій протяжності коридора Онешті – Шендрень можливий бідирекціональний рух ресурсу.
Транспортування ресурсу у східному напрямку забезпечує компресорна станція Онешті, яка обладнана двома агрегатами – одним Solar та одним Ingersoll rand, котрі здатні перекачувати до 400 тис м3 та до 286 тис м3 на годину відповідно (зазвичай агрегат Ingersoll rand виконує функцію резерву).
Подачу ресурсу у західному напрямку може забезпечувати компресорна станція Сіліштя, яка, хоча і  розташована на початку газопроводу Шендрень – Бухарест, проте пов’язана з Шендрень одразу трьома лініями. У другій половині 2010-х цю компресорну станцію підсилили, зокрема, з розрахунку на перекачування додаткового ресурсу до Онешті для подальших поставок до Молдови (через ділянки Онешті – Ясси та Ясси – Унгени).  